# (2481) Bürgi
(2481) Bürgi – planetoida z grupy pasa głównego asteroid okrążająca Słońce w ciągu 4 lat i 45 dni w średniej odległości 2,57 au. Została odkryta 18 października 1977 roku w Zimmerwald Observatory w Szwajcarii przez Paula Wilda. Nazwa planetoidy pochodzi od Josta Bürgi (1552–1632), szwajcarskiego wysoko wykwalifikowanego producenta instrumentów astronomicznych. Przed nadaniem nazwy planetoida nosiła oznaczenie tymczasowe (2481) 1977 UQ.